# Kościół Świętego Krzyża w Kielcach
Kościół Św. Krzyża w Kielcach – kościół w diecezji kieleckiej zbudowany w stylu neogotyckim w latach 1903–1913 i następnie wykańczany w latach kolejnych. Kościół parafialny parafii Świętego Krzyża w Kielcach.

## Historia (kalendarium)
Historia kościoła Św. Krzyża w Kielcach
- 1902: ks. bp ordynariusz Tomasz Kuliński ustanawia miejsce kościoła, przekazując 7 tys. rubli.
- 1903: wykupienie placu pod budowę.
- 1904: zaprojektowanie kościoła przez inż. Stanisława Szpakowskiego.
- 1904: początek budowy rozpoczętej przez przedsiębiorstwo Ludwika Klimy. Pracami kierował jako przedstawiciel Kurii ks. proboszcz E. Taylot.
- 1907–1910: przerwa w budowie po śmierci ks. bpa Tomasza Kulińskiego.
- 1910: nowy ks. bp ordynariusz Augustyn Łosiński upoważnia do kierowania pracami budowlanymi ks. prof. Obuchowicza, a potem ks. Rafała Rączkę kanonika – wtedy kolejarze ufundowali ołtarz Matki Boskiej. Dotychczas wierni należeli do parafii katedralnej.
- 13 czerwca 1913: ks. bp ordynariusz Augustyn Łosiński tworzy tu nową parafię Świętego Krzyża z pierwszym proboszczem ks. Stanisławem Zapałowskim.
- od 1914: przerwa w budowie z powodu I wojny światowej, ustanowienie nowego proboszcza ks. Antoniego Bożka.
- 1916: ustawienie stacji drogi krzyżowej.
- 25 lutego 1918: przekazanie kościoła i parafii księżom Salezjanom.
- 9 grudnia 1919: zatwierdzenie przez Stolicę Apostolską powyższego przekazania na wieczne czasy księżom Salezjanom.
- 1925: zakończenie budowy poprzecznych ramion kościoła.
- 1931: wybudowanie wieży oraz wstawienie między wieżami golgoty oraz figur 12 Apostołów wykonanych z piaskowca szydłowieckiego, zakupiono dzwony.
- 1931–1933: przerwa w budowie z powodu kryzysu gospodarczego w Polsce. Pomimo kryzysu w pracowni stolarskiej księży Salezjanów wykonano dwa konfesjonały i ławki.
- 1933–1939: budowa: schodów wejściowych, neogotyckiego ołtarza Serca Jezusowego, portali, wykonano witraże.
- 1939–1945: przerwa w budowie z powodu II wojny światowej.
- po 1945: budowa i wykonanie drzwi w kruchcie, ułożenie posadzki, uruchomienie centralnego ogrzewania, zakupiono nowe organy, budowa ołtarza głównego i balustrady.
- 15 września 1963: w 50. rocznicę erekcji parafii Św. Krzyża nadanie drugiego tytułu – NMP Wspomożycielki Wiernych (Maryi Wspomożycielki). Konsekratorem był ks. bp. dr Jan Jaroszewicz